# 條議制澳十則
《條議制澳十則》（或稱《制澳十則》），是指明朝為澳門的外國人而制定的法律，於明萬曆三十六年（1608年）頒布。

## 沿革
在蔡善繼上任香山縣知縣後，因見澳門居住的葡萄牙人的不法行為，故利用法令嚴厲整治。蔡善繼擬定《制澳十則》管治在澳門居住的葡萄牙人，後受到兩廣總督張鳴崗的採納。

## 內容
《制澳十則》的內容共十條，規限葡萄牙人不得在澳門置物業、蓋房屋等活動，使葡萄牙人無機可乘。

## 影響
在頒布《制澳十則》後，蔡善繼行使法權對“夷目”施以笞刑，葡萄牙人亦不敢反抗。及後的清政府，繼續沿用明朝制定之法令管治澳門，并于乾隆年间制定了《澳夷善後事宜條議》等新法令以进一步加强对澳门的管制。

## 外部連結
- 人民网：明清政府对澳门的管治 （页面存档备份，存于）